# Maurice Ville
Maurice Ville (Saint-Denis, 30 de outubro de 1900 - Bobigny, 12 de abril de 1982) foi um ciclista francês que foi profissional entre 1923 e 1928. A sua vitória mais destacada é a Volta à Catalunha de 1923.

## Palmarés
- 1922
  - 1.º no Circuito d'Alençon
- 1923
  -  1.º na Volta à Catalunha e vencedor de 3 etapas
  - 1.º no Circuit du Cantal
- 1924
  - 1.º no Tour de Vaucluse
- 1927
  - 1.º na Paris-Laigle
  - 1.º na Bruxelas-Paris
  - Vencedor de uma etapa da Volta à Catalunha
- 1928
  - 1.º na Paris-Contres

### Resultados no Tour de France
- 1924. Abandona (4. ª etapa).